# 翁帆
翁帆（1976年7月14日—），是诺贝尔物理学奖获得者杨振宁的第二任妻子。

## 生平
翁帆出生于廣東省潮州市，汕头大学本科毕业后，先是到汕头一家企业工作，后到深圳一家高尔夫俱乐部工作。在深圳工作期间，与香港一名职员在香港登记结婚，但这段婚姻只持续了不到两年就宣告破裂。此后翁帆成为广东外语外贸大学翻译系硕士班学生，她的导师是著名同声传译员仲伟合。
2004年12月24日圣誕前夕，28岁的翁帆与82岁高龄的诺贝尔物理学奖获得者杨振宁於廣東汕頭註冊結婚。兩人的年齡差距，以及其丈夫比自己父亲还大25岁，引发热议。
2011年，翁帆成为清华大学建筑学院博士研究生，攻讀建築歷史。